# Abtsgmünd
Abtsgmünd este o comună din landul Baden-Württemberg, Germania.
1. ↑  Bevölkerung, Gebiet und Bevölkerungsdichte (în germană)